# الحسنية (كفر سعد)
الحسنية هي إحدى قرى مركز كفر سعد التابع لمحافظة دمياط بجمهورية مصر العربية.